# Al Parker
Al Parker, pseudonimo di Andrew Robert Okun (Natick, 25 giugno 1952 – San Francisco, 17 agosto 1992), è stato un attore pornografico statunitense, considerato uno dei primi pornodivi della pornografia gay, molto celebre tra la fine degli anni settanta e tutti gli anni ottanta. Ha lavorato anche come regista e produttore, prima di morire per complicazioni da AIDS nel 1992.

## Biografia
Andrew Okun, detto Drew, nasce nel 1952 in una piccola cittadina del Massachusetts, presto prende coscienza della propria omosessualità, crescendo come un ragazzo introverso e vergognandosi delle misure del suo pene, notevolmente maggiori rispetto ai suoi compagni di scuola che gli affibbiano il soprannome di "Pony Boy". Con la scusa di recarsi ad un concerto di musica classica, poco più che diciassettenne prende la Ford Mustang del padre e si reca al Festival di Woodstock del 1969, durante il leggendario evento ha diversi incontri sessuali con uomini avvenuti nel retro di furgoni.
Ottenuto il diploma alla high school si trasferisce a Los Angeles in cerca di fortuna, partecipa come concorrente al game show The Dating Game e ottiene un lavoro come maggiordomo alla prestigiosa maison di Hugh Hefner, il proprietario di Playboy. Alla fine viene scoperto dal fotografo Jim French che lo immortarla nelle sue prime foto di nudo e lo dirige in diversi cortometraggi in 8mm per i COLT Studio, dandogli il nome d'arte Al Parker.
Quando la pornografia gay era ancora agli inizi e i film venivano distribuiti in sale cinematografiche specializzate, Al Parker debutta nei primi film porno verso fine degli anni settanta, con film come Heavy Equipment e Inches riesce a costruirsi una brillante carriera, rappresentando i canoni del macho, con un look barbuto e indossando jeans e camicie a quadri, impersonando le figure maschili molto amate dalla comunità gay di quegli anni, come operai, boscaioli e poliziotti. Negli anni seguenti lavora assiduamente per la COLT e per i Falcon Studios, tra i suoi film più celebri vi è The Other Side of Aspen, al fianco del pornodivo Casey Donovan, diventato un classico della pornografia gay.
Nella vita privata rimane legato per molti anni a Richard Cole, anch'egli porno attore sotto lo pseudonimo di Steve Taylor, con il quale instaura una relazione aperta e con il quale si lascia andare all'uso di droghe. Il rapporto con Cole non è solo sentimentale ma anche d'affari, nel 1980 i due fondano la casa di produzione Surge Films, producendo e dirigendo numerosi film, tra cui Flashbacks e Games, quest'ultimo ambientato durante i primi giochi olimpici gay tenutisi a San Francisco.
Nel 1986 il compagno di Parker, Richard Cole, muore di AIDS e il pornodivo assume un impegno sociale promuovendo il sesso sicuro e l'uso del preservativo attraverso i film da lui prodotti. Parker continua a lavorare, anche se meno di frequente, come porno attore ed inizia l'attività di regista e produttore, realizzando film bizzarri ed estremi, riprendendo modelli intenti ad aumentare notevolmente le dimensioni del pene con l'ausilio di pompe per creare il vuoto d'aria, permettendo loro di praticare autofellatio o autopenetrazione.
Dopo la morte del compagno Richard, Parker si lega sentimentalmente al porno attore canadese Justin Cade. Il suo ultimo film è stato Overload. Il 17 agosto del 1992 muore nella sua casa di San Francisco per le complicazioni da AIDS.

## Filmografia
- Heavy Equipment (1977)
- Inches (1979)
- Wanted (1980)
- Flashbacks (1981)
- Turned On (1982)
- The Other Side of Aspen (1983)
- Games (1983)
- A Few Good Men (1983)
- Weekend Lockep (1983)
- Dangerous (1983)
- Headtrips (1984)
- One in a Billion (1984)
- Rangers (1984)
- Century Mining (1984)
- Hard Disk Drive (1984)
- Outrage (1984)
- High Tech (1984)
- Therapy (1984)
- Daddies Plaything (1985)
- Oversize Load (1985)
- Strange Places Strange Things (1985)
- The Best of Colt: Part 4 (1986)
- Best of Brentwood 1 (1987)
- Turbo Charge (1987)
- Better Than Ever (1989)
- The Best of Colt Films: Part 10 (1991)
- Overload (1992)
- The Best Of Al Parker (2008)